# Храм крилатих лавова
Храм крилатих лавова је велики набатејски храмовни комплекс који се налази у Петри, у Јордану, а датира из времена владавине краља Арете IV (9. п. н. е. – 40. г. н. е.). Храм се налази у Светој четврти Петре, области смештеној на крају главне улице са колонадама Петре, која се састоји од два величанствена храма, Каср ел-Бинт и, насупрот, Храма крилатих лавова на северној обали Вади Мусе.
Храм је вероватно посвећен врховној богињи Набатејаца, али тачан идентитет ове богиње није познат. Храм крилатих лавова је уништен у јаком земљотресу 363. године нове ере.
Анализе архитектуре, предмета и обичаја повезаних са Храмом крилатих лавова пружају драгоцене увиде у набатејску религију, економију и културу. Натписи пронађени у храму пружају увид у детаље набатејског закона и поретка повезаног са верским ритуалима, обожавањем и расподелом и генерисањем храмовних прихода.

## Конструкција и распоред
Велики улаз у храм састоји се од велике двоструке колонаде дужине 85 метара која се завршава тремом дужине 9,5 метара, окруженим са обе стране великим стубовима. Ова врата затим воде у целу површине 100 м², окружену мешавином закачених и стојећих стубова. Унутар храма пронађени су фрагменти дванаест стубова на врху са фигурама крилатих лавова, што је храму дало његово модерно име.
Насупрот улазу налазе се два степеништа која воде до подигнуте платформе и олтара са нишама уграђеним у зидове иза њега. У овим нишама су се налазиле верске фигурице, приноси и други предмети.
Југозападно и западно од храма налази се комплекс зидних структура које деле просторије унутар јединственог, масивног простора, за који се сматра да је смештен низ различитих радионица посвећених сликању, обради метала, обради мермера и преради житарица, као и производњи других предмета за употребу како унутар самог храма, тако и за извоз. Мало се зна о источној страни храма, осим да је садржала велики подземни одводни канал.
Унутрашњи зидови храма су првобитно били украшени штуком, мермером и/или гипсом и осликани у јарко црвене, зелене, жуте, црне и беле боје, као и украшени замршеним фрескама које подсећају на грчке сцене „иницијације“ у Помпеји. Међутим, храм је током свог постојања у неколико фаза пренамењен, а декорација је на крају префарбана у неутралне тонове, а истовремено су на стојеће стубове унутар простора примењени нови цветни дизајни и мермерне основе. Иако тачан датум ове измене није познат, сматра се да ју је наредио наследник краља Арете IV, краљ Малих .

## Намена и употреба

### Религија
Храм је вероватно био посвећен врховној богињи Набатејаца, што сугерише натпис пронађен на „Оку Бетилу“ у храму, који гласи: „богиња... син...“. „Око Бетил“ или „Идол ока“ један је од најзначајнијих предмета пронађених из гробнице, квадратна кречњачка стела украшена са два ока и дугим носом, која представља богињу и највероватније је коришћена као предмет обожавања.
Сматра се да лице припада или Алату, Узи, Атаргатис (сиријској богињи плодности), грчкој богињи Афродити или египатској богињи Изиди. Такође је пронађена мала статуета која приказује Озириса и жалобну Изиду (датирана у 6. век пре нове ере), заједно са фрагментима зеленошкриљасте статуете у стилу Новог краљевства, која приказује свештеника који држи мумифицираног Озириса, што указује на могуће ширење култне праксе Озириса/Изиде из Египта у Петру. Присуство овог предмета сугерише да је храм служио као простор за верске ритуале и богослужења, од којих се већина одвијала у ћели храма. Међутим, није познато ко је могао да учествује у овим церемонијама.
Импликације идентитета богиње остављају много простора за спекулације. Храм дизајниран за обожавање Ал Уззе, преисламске богиње уско повезане са водом, омогућио би увид у верски аспект управљања водама и однос воде са Набатејцима у Петри. Међутим, посвећеност Изиди може указивати на велико ширење египатске Озирисове култне праксе у регион и/или могућу везу између Изиде и Озириса, и Узе и Душаре. Није јасно да ли су Набатејци можда обожавали Изиду и/или Озириса, јер су, због разлика у стилу и датирању, статуете египатског стила можда доносили и бацали унутар локалитета египатски пролазници.

### Економија
Западна страна Храма крилатих лавова, у којој се налазио опсежан комплекс специјализованих радионица, такође је јединствено функционисала као место производње мермерних фигурица, гвоздених и бронзаних предмета, верских олтара, осликане керамике, кукица за качење меса и живине, па чак и луксузних предмета попут уља, парфема, тамјана и смирне из јужне Арабије, намењених за транспорт у римски свет.
Контрола мноштва робе намењене извозу обезбедила је извесни степен финансијске самоодрживости храма, чему су можда допринели и туристи који су пролазили кроз храм. О овом последњем сведоче разни мали преносиви „сувенирски“ олтари откривени унутар храма. Поред тога, фрагменти натписа намењени храмовним службеницима показују друге спољне изворе прихода који су доношени у храм у облику приноса и расподељени међу свештеницима и осталим особљем. Недавни репревод натписа пронађеног у храму (приказано испод) наводи донацију златних и сребрних полуга храму, а истовремено изражава забринутост да се ова уплата адекватно користи искључиво за потребе храма, истичући могућу постојећу злоупотребу храмовних прихода од стране свештеника у Петри.

## Ископавање
Иако су храм први пут приметили западни археолози Р. Е. Брунов и А. фон Домашевски 1897. године, права археолошка ископавања су почела тек 1973. године под вођством Филипа Ц. Хамонда и Америчке експедиције у Петру. Ископавања су настављена и у двадесет првом веку, а већину теренског рада је завршила Америчка експредиција 2005. године. Идентификовано је преко 2.000 појединачних стратиграфских јединица, а свака од њих одговара променама у стиловима градње, употреби и догађајима везаним за очување и уништавање.

## Текућа рестаурација
Године 2009, покренута је Иницијатива за управљање културним ресурсима Храма крилатих лавова између Археолошког парка Петра и Одељења за старине Јордана у обновљеном напору да се локалитет сачува и рехабилитира. „Нагласак Иницијативе за управљање културним ресурсима Храма крилатих лавова био је на темељној документацији, одговорној заштити природе и укључивању локалне заједнице у сваки корак процеса“, према Микелу. Ово је укључивало „основни тим од пет чланова локалне заједнице из бедуинског села Ум Сајхун у Јордану који су имали надзорне улоге над ископавањем, конзервацијом и документацијом локалитета. Иницијатива за управљање културним ресурсима Храма крилатих лавова је такође ангажовао веће тимове чланова локалне заједнице на по неколико недеља, ротирајући чланове овог тима како би укључио и обучио што више људи из тог подручја.“
Напор из 2016. године укључивао је потрагу за темељном стеном унутар локације као први корак у стабилизацији региона. Поред тога, непопуњени ровови и ожиљци остављени прошлим ископавањима се и даље затрпавају, а аутохтоне биљне врсте се поново уводе у пејзаж како би се поново осигурао површински слој тла и допринело побољшању животне средине на локацији. Иницијатива је такође предузела кораке да укључи локално аутохтоно становништво у напоре рестаурације како би се неговала ближа веза између текућих археолошких истраживања у Петри и често маргинализованих бедуинских заједница које живе на локалитету и око њега.